# Divisioni del Gambia

Regioni del Gambia

Le divisioni del Gambia (o, dal 2007, regioni) sono la suddivisione territoriale di primo livello del Paese e sono pari a 5. Ciascuna di esse si articola ulteriormente in distretti, ai quali si affiancano 8 Local government area. La capitale, Banjul, costituisce un ente territoriale a sé stante.

## Lista
| Localizzazione | Provincia                    | Capoluogo      | Popolazione (2003) | Superficie (Km²) |
| -------------- | ---------------------------- | -------------- | ------------------ | ---------------- |
|                | Divisione del Basso Fiume    | Mansa Konko    | 72 546             | 1 618            |
|                | Divisione del Fiume Centrale | Janjanbureh    | 185 897            | 2 895            |
|                | Divisione della Sponda Nord  | Kerewan        | 172 806            | 2 256            |
|                | Divisione dell’Alto Fiume    | Basse Santa Su | 183 033            | 2 070            |
|                | Divisione della Costa Ovest  | Brikama        | 392 987            | 1 764            |
|                | Banjul                       | -              | 357 238            | 88               |